# Challenger de Koblenz 2025
El torneo Koblenz Open 2025 fue un torneo de tenis perteneció al ATP Challenger Tour 2025 en la categoría Challenger 100. Se trató de la 7ª edición; el torneo tuvo lugar en la ciudad de Koblenz (Alemania), desde el 27 de enero hasta el 6 de febrero de 2025 sobre pista dura bajo techo.

## Jugadores participantes del cuadro de individuales
| Preclasificado | País                        | Jugador              | Rank1 | Posición en el torneo |
| 1              | Bandera de Alemania         | Henri Squire         | 178   | Cuartos de final      |
| 2              | Bandera de los Países Bajos | Gijs Brouwer         | 189   | Baja                  |
| 3              | Bandera de Francia          | Antoine Escoffier    | 205   | Primera ronda         |
| 4              | Bandera de Francia          | Matteo Martineau     | 215   | Cuartos de final      |
| 5              | Bandera de Francia          | Ugo Blanchet         | 227   | CAMPEÓN               |
| 6              | Bandera de Italia           | Gianluca Mager       | 228   | Primera ronda         |
| 7              | Bandera de Italia           | Federico Arnaboldi   | 233   | Primera ronda         |
| 8              | Bandera de Italia           | Francesco Maestrelli | 237   | Baja                  |

- 1 Se ha tomado en cuenta el ranking del 13 de enero de 2024.

### Otros participantes
Los siguientes jugadores recibieron una invitación (wild card), por lo tanto ingresan directamente al cuadro principal (WC):
- Diego Dedura-Palomero
- Justin Engel
- Max Schönhaus

Los siguientes jugadores ingresan al cuadro principal tras disputar el cuadro clasificatorio (Q):
- Florian Broska
- Mika Brunold
- Luca Nardi
- Christoph Negritu
- Vadym Ursu
- Max Wiskandt

## Campeones

### Individual Masculino
- Ugo Blanchet derrotó en la final a  Luca Nardi por 6–3, 3–6, 7–6(5)

### Dobles Masculino
- Jakub Paul /  David Pel derrotaron en la final a  Geoffrey Blancaneaux /  Joshua Paris por w/o